# Double irlandais
Le double irlandais, la doublette irlandaise ou l’arrangement de la doublette irlandaise est une stratégie d'optimisation fiscal que certaines sociétés multinationales utilisent pour réduire leur impôt sur les sociétés. 
La stratégie utilise les paiements entre entités connexes dans une structure d'entreprise pour transférer des revenus d'un pays A vers un pays B à plus faible imposition. Cette méthode s'appuie sur le fait que la loi sur l’imposition irlandaise n'inclut pas les prix de transfert depuis les États-Unis.
Plus précisément, l'Irlande a une fiscalité exclusivement territoriale, et ne peut donc pas percevoir d'impôts sur le revenu réservé à des filiales de sociétés irlandaises qui sont en dehors de l'état irlandais.
La structure d’imposition en doublette irlandaise a été découverte à la fin des années 1980 par des sociétés comme Apple qui a été une des premières à mettre en place le principe. 
Cependant, diverses mesures visant à contrer cette méthode ont été adoptées en Irlande en 2010.

## Principes de la technique

Exemple d'une doublette irlandaise combinée avec un sandwich hollandais
1. Un publicitaire paye pour un service en Allemagne.
2. L'agence publicitaire envoie l'argent à sa filiale en Irlande qui détient la propriété intellectuelle (PI).
3. Les impôts sur les sociétés dans la république d'Irlande sont de l'ordre de 12,5 %, mais la compagnie irlandaise paye une redevance à une compagnie filiale basée aux Pays-Bas (appelée Hollande par abus de langage) pour laquelle la compagnie obtient une déduction fiscale des taxes irlandaises.
4. Puis la filiale basée aux Pays-Bas paye une autre redevance à une autre filiale basée en Irlande sans payer de précompte professionnel ou d'impôt retenu à la source car la transaction se fait dans la Zone euro.
5. La dernière filiale, alors qu'elle se trouve en Irlande, ne paye pas de taxes car elle est contrôlée depuis les Bermudes ou autres paradis fiscaux.

Typiquement, la société prend des dispositions pour les droits d'exploitation de la propriété intellectuelle en dehors des États-Unis pour qu'ils soient détenus par une société extraterritoriale. Ceci est réalisé en concluant un accord de partage des coûts entre la société mère américaine et la société extraterritoriale, écrite strictement en termes de règles de prix de transfert américain. La société extraterritoriale continue de recevoir tous les bénéfices de l'exploitation des droits en dehors des États-Unis, mais sans avoir à payer l'impôt américain sur les bénéfices, jusqu'à ce qu'ils soient replacés aux États-Unis.
Cette méthode est appelée le double irlandais car elle nécessite deux entreprises irlandaises pour compléter sa structure. Une de ces sociétés filiales est résident fiscal dans un paradis fiscal, comme les îles Caïmans ou les Bermudes. À la suite d'une faille dans la loi sur l'imposition irlandaise qui prévoit actuellement qu'une société soit résident fiscal où sa gestion centrale se trouve, pas son incorporation, il est possible pour la première entreprise basée en Irlande de ne pas être résident fiscal en Irlande. 
Cette société est l'entité étrangère qui détient les droits de valeurs non-américaines qui sont ensuite transférés à une seconde société filiale irlandaise (celle-ci est résidente fiscal en Irlande) en échange d'importantes redevances ou d'autres frais annexes. La seconde société irlandaise reçoit un revenu de l'utilisation d'actif dans un pays hors États-Unis, mais ses bénéfices imposables sont faibles car les redevances ou frais payés à la première compagnie irlandaise sont des dépenses déductibles d'impôt. Les bénéfices restants (presque nuls) sont imposés au taux normal de 12,5 % en Irlande.

## Le sandwich hollandais
L'Irlande ne prélève pas d'impôt à la source sur certaines recettes des États membres de l'Union européenne. Les revenus provenant des ventes des produits expédiés par la seconde société filiale irlandaise (la deuxième dans le double irlandais) sont d'abord réservés par une société filiale fictive aux Pays-Bas, en profitant des lois fiscales généreuses. Ils passent outre au système fiscal irlandais, les bénéfices restants sont transférés directement pour les îles Caïmans ou les Bermudes. L'ensemble de ce régime est appelé le sandwich hollandais. Les autorités irlandaises ne voient donc jamais les recettes complètes et ne peuvent pas les taxer, même à des faibles taux d'imposition sur les sociétés irlandaises.

### Exemple de la méthode avec un sandwich hollandais
1. Un publicitaire paye pour un service en Allemagne.
2. L'agence publicitaire envoie l'argent à sa filiale en Irlande qui détient la propriété intellectuelle (PI).
3. Les impôts sur les sociétés dans la république d'Irlande sont de l'ordre de 12,5 %, mais la compagnie irlandaise paye une redevance à une compagnie filiale basée aux Pays-Bas (appelée Hollande par abus de langage) pour laquelle la compagnie obtient une déduction fiscale des taxes irlandaises.
4. Puis la filiale basée aux Pays-Bas paye une autre redevance à une autre filiale basée en Irlande sans payer de précompte professionnel ou d'impôt retenu à la source car la transaction se fait dans l'Union économique et monétaire - UEM.
5. La dernière filiale, alors qu'elle se trouve en Irlande, ne paye pas de taxes car elle est contrôlée depuis les Bermudes ou autres paradis fiscaux.

## Les géants de l’informatique et l'usage de la doublette irlandaise
Un certain nombre de grandes entreprises ont eu recours à la stratégie du double irlandais, parmi lesquelles :
1. Abbott[6],[7]
2. Adobe[8]
3. Apple[9]
4. Eli Lilly and Company[8]
5. Facebook[10]
6. Forest Laboratories[8]
7. General Electric[10]
8. Google[10],[8],[11]
9. IBM[12]
10. Johnson & Johnson[10]
11. Microsoft[8]
12. Oracle[8]
13. Pfizer[8]
14. Starbucks[10]
15. Yahoo![13]
16. Medtronic[14]

## Arrêt annoncé de cette méthode
En 2013, le gouvernement irlandais a annoncé que les entreprises qui se basent en Irlande doivent également être résident fiscal. Cette contre-mesure est proposée pour entrer en vigueur dès janvier 2015,,.